# Dethalbum III
Dethalbum III — третий полноформатный студийный альбом дэт-метал группы Dethklok, который также упоминается в анимационном сериале Metalocalypse. CD-версия и делюкс-CD/DVD вышли 16 октября 2012 года. Отрывки музыкальных композиций с этого альбома можно услышать во втором, третьем и четвёртом сезонах сериала. Как на The Dethalbum и Dethalbum II, песни были записаны Брендоном Смоллом и Джином Хогланом. Также в записи поучаствовал басист, Брайан Беллер. 6 ноября 2012 года альбом был издан на виниле.

## История выпуска
Сингл «I Ejaculate Fire» вышел 4 сентября 2012 года. Другая песня, «Crush the Industry», была представлена на Full Metal Jackie 14 сентября. Ещё через десять дней, трек «Andromeda» был отыгран на Liquid Metal. Следующая песня «The Galaxy», вместе с клипом, была представлена на канале Hot Topic’s в сервисе YouTube 3 октября 2012 года.
Книга с гитарным партиями с альбома вышла в апреле 2013 года, издательством Alfred Music Publishing.

## Отзывы и коммерческий успех
| Оценки критиков | Оценки критиков |
| Источник        | Оценка          |
| --------------- | --------------- |
| About.com       | [ 10 ]          |
| Allmusic        | [ 11 ]          |
| Loudwire        | [ 12 ]          |
| Ultimate Guitar | 7.7/10          |

За первую неделю было продано более 20 000 копий альбома, что позволило ему занять 10 позицию в чарте Billboard 200. Таким образом альбом нагнал достижение Dethalbum II, занявшего самую высокую позицию в этом чарте для дэт-метал альбома.

## Список композиций
| №                   | Название                                                      | Длительность |
| ------------------- | ------------------------------------------------------------- | ------------ |
| 1.                  | «I Ejaculate Fire» (эпизод "Dethhealth")                      | 3:38         |
| 2.                  | «Crush the Industry» (эпизод "Renovationklok")                | 5:29         |
| 3.                  | «Andromeda» (эпизод "Writersklok")                            | 3:27         |
| 4.                  | «The Galaxy» (эпизод "Doublebookedklok")                      | 5:15         |
| 5.                  | «Starved» (эпизод "Tributeklok")                              | 4:57         |
| 6.                  | «Killstardo Abominate» (эпизод "Dethsiduals" and "Rehabklok") | 2:31         |
| 7.                  | «Ghostqueen» (эпизод "Motherklok")                            | 4:18         |
| 8.                  | «Impeach God» (эпизод "Dethgov")                              | 3:34         |
| 9.                  | «Biological Warfare» (эпизод "Fertilityklok")                 | 4:35         |
| 10.                 | «Skyhunter» (эпизод "Rehabklok")                              | 4:08         |
| 11.                 | «The Hammer» (эпизод "Dethcamp")                              | 4:28         |
| 12.                 | «Rejoin» (эпизод "Fanklok")                                   | 4:52         |
| Общая длительность: | Общая длительность:                                           | 51:12        |

| №  | Название                         | Длительность |
| -- | -------------------------------- | ------------ |
| 1. | «The Making of Dethalbum III»    | 32:54        |
| 2. | «The Galaxy (Music Video)»       | 5:26         |
| 3. | «I Ejaculate Fire (Music Video)» | 3:46         |

## Участники записи

### Вымышленные музыканты изMetalocalypse
- Нэйтан Эксплоужен (англ. Nathan Explosion) — ведущий вокалист
- Сквизгаар Сквигельф (англ. Skwisgaar Skwigelf) — соло- и ритм-гитара
- Токи Вортуз (англ. Toki Wartooth) — ритм-гитара
- Пиклз (англ. Pickles) — ударные, бэк-вокал
- Вильям Мёрдерфейс (англ. William Murderface) — бас-гитара
- Магнус Хаммерсмит (англ. Magnus Hammersmith) — ритм-гитара («The Hammer»)

#### Производство
- Dethklok
- Абигейл Ремелтиндринк (англ. Abigail Remeltindtdrinc) — продюсер
- Дик «Волшебные Уши» Кнаблер (англ. Dick «The Magic Ears» Knubbbler) — продюсер, звукорежиссёр
- Чарльз Офденсен (англ. Charles Foster Offdensen) — продюсер
- Все песни записаны на Dethklok Studios в Mordhaus и в Dethsub на Andromeda’s Crevice.

### Настоящие участники записи
- Брендон Смолл — вокал, гитара, клавишные, продакшн
- Джин Хоглан — ударные
- Брайан Беллер — бас-гитара

#### Производство
- Ульрих Вайлд — продакшн, аудиорежиссёр
- Антонио Каннобио — оформление
- Р. Четт Хоффман — продакшн